# Dziadowska Skała
Dziadowska Skała (słow. Kopa nad Ohniskom, niem. Etelkaturm, Adelheidturm, węg. Etelkatorony, ok. 1925 m) – turnia znajdująca się w masywie Kościołów w słowackich Tatrach Wysokich. Leży w Zimnowodzkiej Grani, którą Pośrednia Grań wysyła na południowy wschód. Jest położona na końcu południowo-wschodniej grani Małego Kościoła. Od strony północno-zachodniej graniczy z Dziadowskim Kopiniakiem, oddzielonym Dziadowską Przełęczą, która składa się z trzech siodeł rozdzielonych dwoma Dziadowskimi Kopkami. Najbliższe Dziadowskiej Skale siodło to Skrajna Dziadowska Przełęcz, odgraniczająca ją od Skrajnej Dziadowskiej Kopki. Z kolei po drugiej stronie, na południowym wschodzie, Dziadowska Skała opada na Rywocińską Przełęcz, stanowiącą granicę między masywami Kościołów i Rywocin. Po jej drugiej stronie położona jest Wielka Rywocińska Turnia.
Północno-wschodnie stoki opadają z Dziadowskiej Skały do Doliny Małej Zimnej Wody, południowo-zachodnie – do Doliny Staroleśnej. W stronę Doliny Małej Zimnej Wody od wierzchołka zbiega żebro.
Na wierzchołek Dziadowskiej Skały nie prowadzą żadne szlaki turystyczne. Najdogodniejsza droga dla taterników wiedzie na szczyt od strony Rywocińskiej Przełęczy.
Pierwsze wejścia:
- letnie – József Déry i przewodnik Johann Schmögner, 25 sierpnia 1901 r.,
- zimowe – Gyula Hefty i Gyula Komarnicki, 8 grudnia 1911 r.[1]

Polska nazwa Dziadowskiej Skały i innych sąsiednich obiektów jest wynikiem nieporozumienia przy tłumaczeniu – słowackie słowo kostolník, występujące w nazwach większości z tych obiektów, oznacza osobę opiekującą się kościołem i nie ma wydźwięku pejoratywnego. Słowacka nazwa Dziadowskiej Skały pochodzi od starej słowackiej nazwy pobliskiej Łomnickiej Koleby (Ohnisko).